# Klein Heidorn
Klein Heidorn è una frazione (Ortschaft) della città di Wunstorf, nel land della Bassa Sassonia, in Germania.

## Storia
Già comune autonomo nel circondario di Neustadt am Rübenberge, fu soppresso e incorporato a Wunstorf il 1º marzo 1974.